# Zeeman (chuỗi cửa hàng)
Zeeman là một chuỗi cửa hàng châu Âu với 1.300 cơ sở tại Hà Lan, Đức, Bỉ, Pháp, Luxembourg và Tây Ban Nha.

## Lịch sử
Cửa hàng đầu tiên được mở bởi Jan Zeeman tại Alphen aan den Rijn, Hà Lan vào tháng 3 năm 1967. Đó là một dạng siêu thị quần áo và khá thành công, ngay sau đó là việc mở thêm cửa hàng. Trung tâm phân phối vẫn nằm ở Alphen aan den Rijn.
Jan Zeeman đã nghỉ hưu, không còn là quản lý thường trực của công ty vào năm 1999, được lãnh đạo bởi cựu giám đốc của 
Kijkshop - Paul Schouwenaar. Schouwenaar rời công ty vào tháng 9 năm 2006, được kế tục bởi Bart Karis từ tháng 1 năm 2007. Zeeman vẫn là chủ sở hữu của công ty.